# Napeogenes haenschi
Napeogenes haenschi är en fjärilsart som beskrevs av Fox och Real 1971. Napeogenes haenschi ingår i släktet Napeogenes och familjen praktfjärilar. Inga underarter finns listade i Catalogue of Life.